# ATOMIC Authoring Tool
ATOMIC Authoring Tool es una herramienta que permite la creación de aplicaciones de realidad aumentada, desarrollada especialmente para no-programadores.
Fue creado como un Front end (Interfaz gráfica) para usar la biblioteca ARToolKit sin tener que saber programar.
Fue escrito en el lenguaje de programación Processing y está licenciado bajo la Licencia GNU GPL
Es multiplataforma, lo que permite que se pueda usar en los sistemas operativos Microsoft Windows, Ubuntu y Mac OS X
La primera versión experimental de ATOMIC Authoring Tool fue desarrollada el 7 de septiembre de 2008 y la primera versión estable fue la 0.6 desarrollada el 6 de marzo de 2009.
La principal motivación de ATOMIC es proporcionar a la comunidad una herramienta de código abierto que se pueda modificar con facilidad y que no exija demasiados conocimientos técnicos para acceder a la tecnología de la Realidad aumentada.